# Dytaster rigidus
Dytaster rigidus är en sjöstjärneart som beskrevs av Perrier 1894. Dytaster rigidus ingår i släktet Dytaster och familjen kamsjöstjärnor. Inga underarter finns listade i Catalogue of Life.